# Temple Thean Hou
Le temple Thean Hou (chinois simplifié : 乐圣岭天后宫/樂聖嶺天后宮) est un temple dédié à la déesse chinoise de la mer Mazu situé à Kuala Lumpur en Malaisie. 

## Galerie

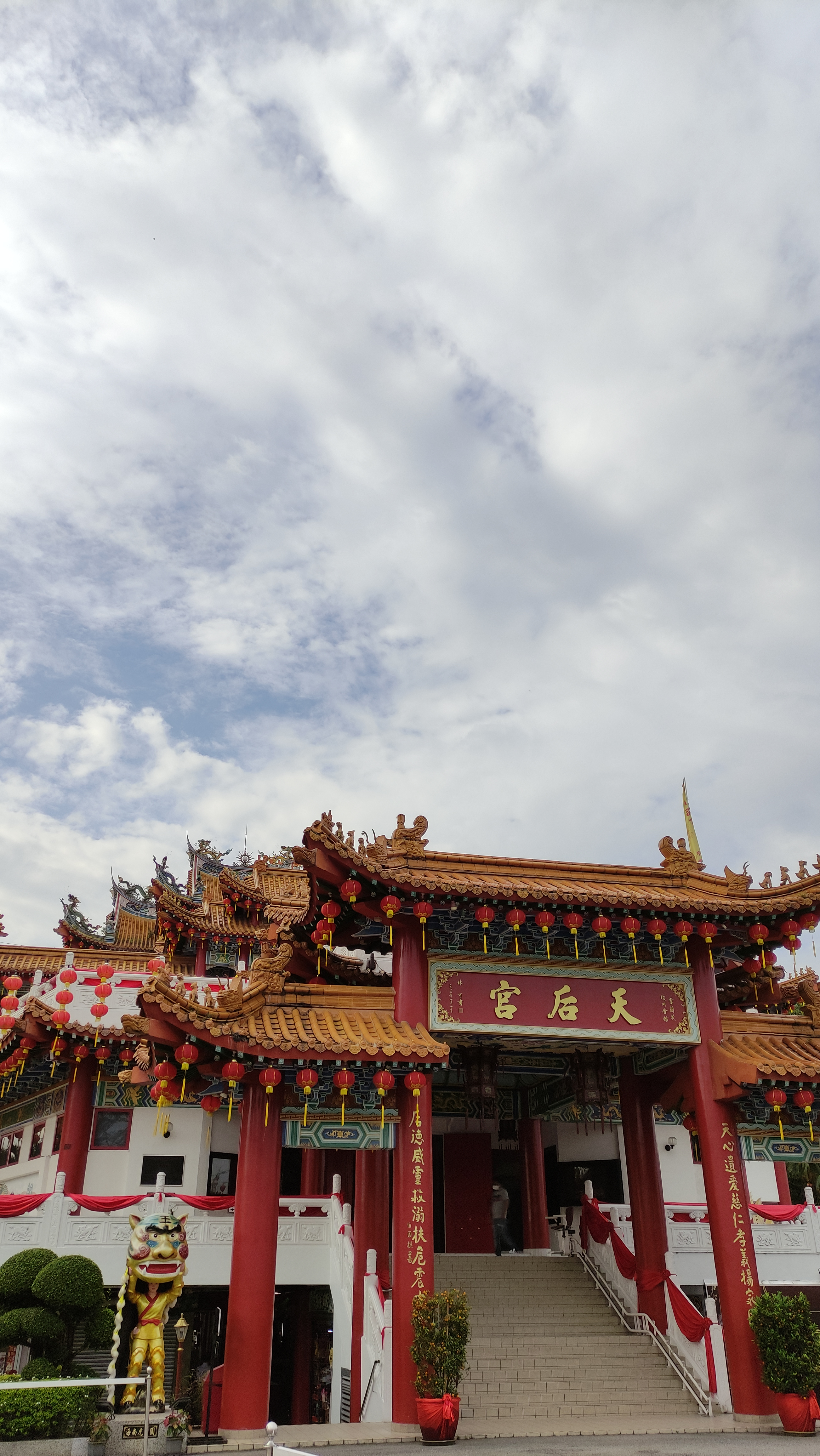
Porte d'entrée du temple Thean Hou.
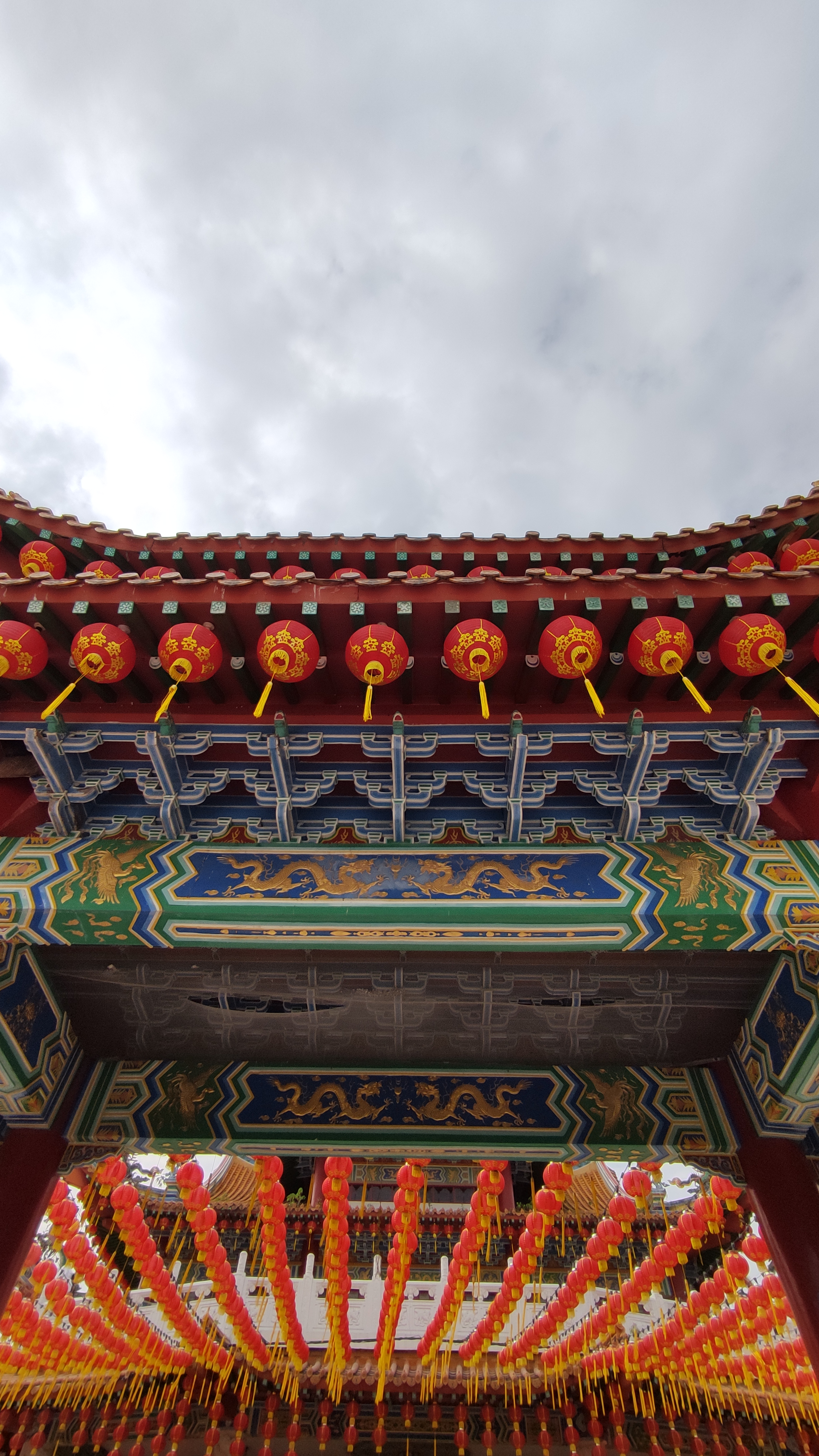
Décorations chinoises typiques ornant la porte du temple Thean Hou.
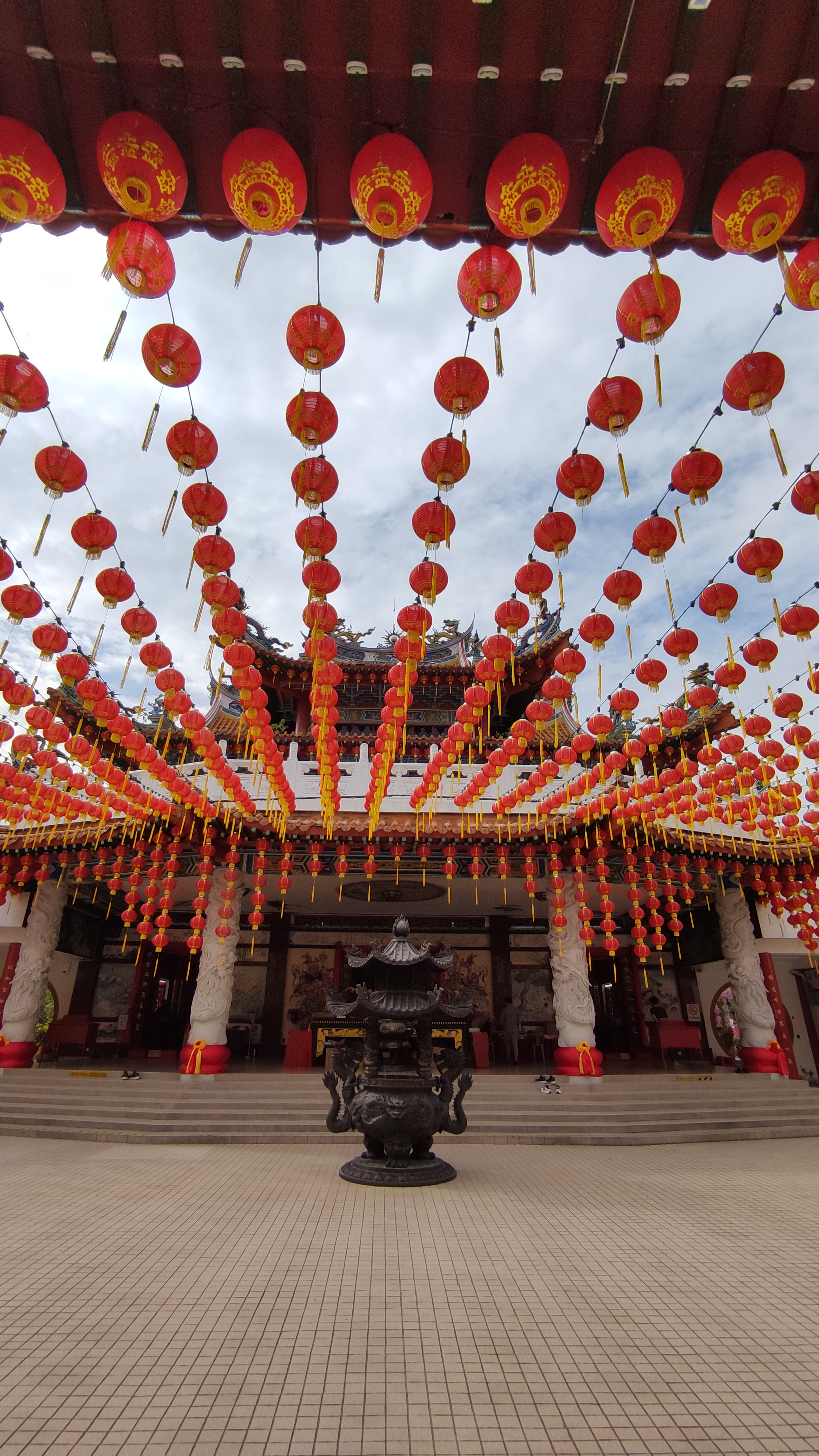
Des lanternes décorent la terrasse à l'intérieur du temple Thean Hou.
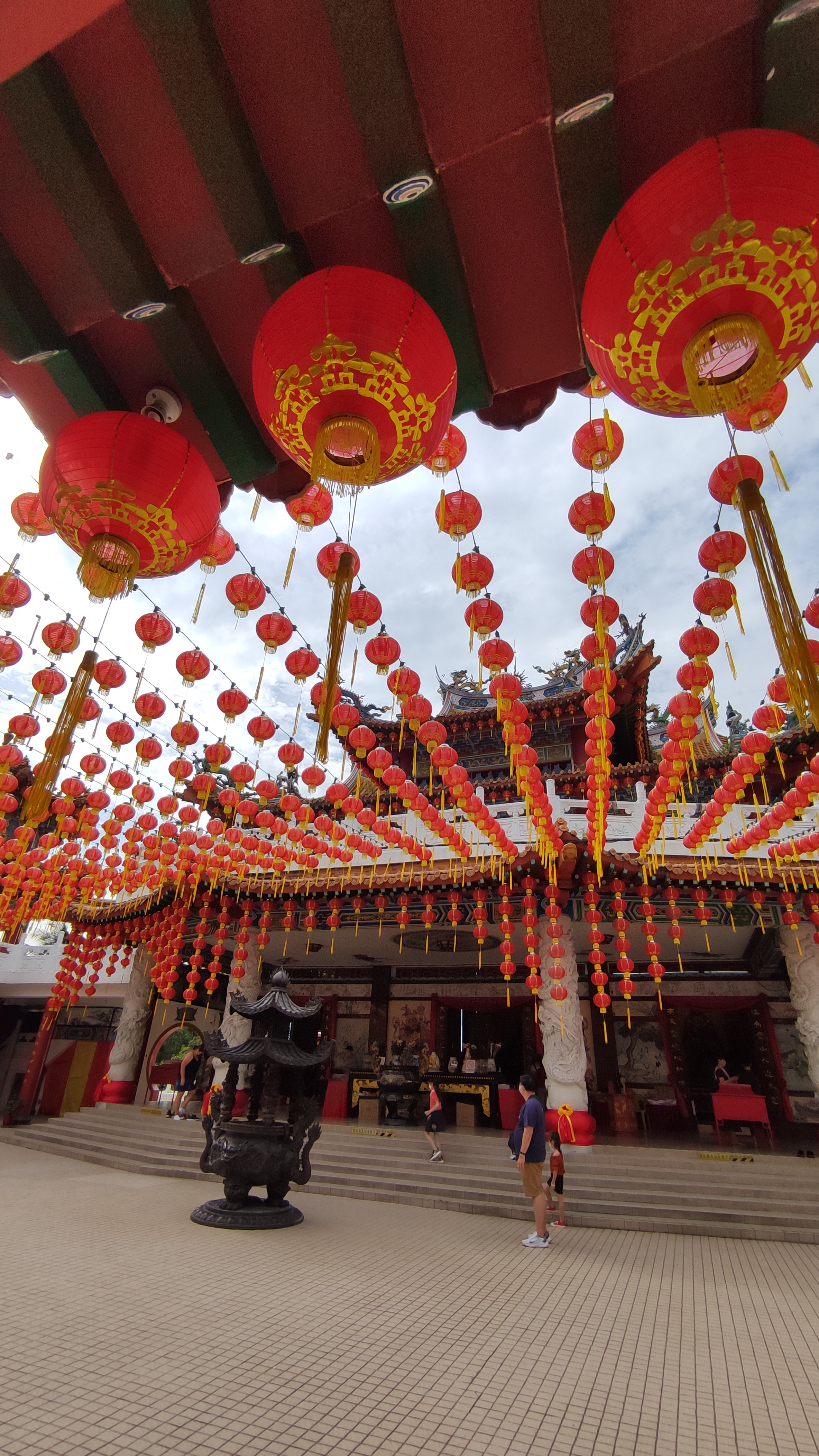
Des lanternes décorent la terrasse à l'intérieur du temple Thean Hou.
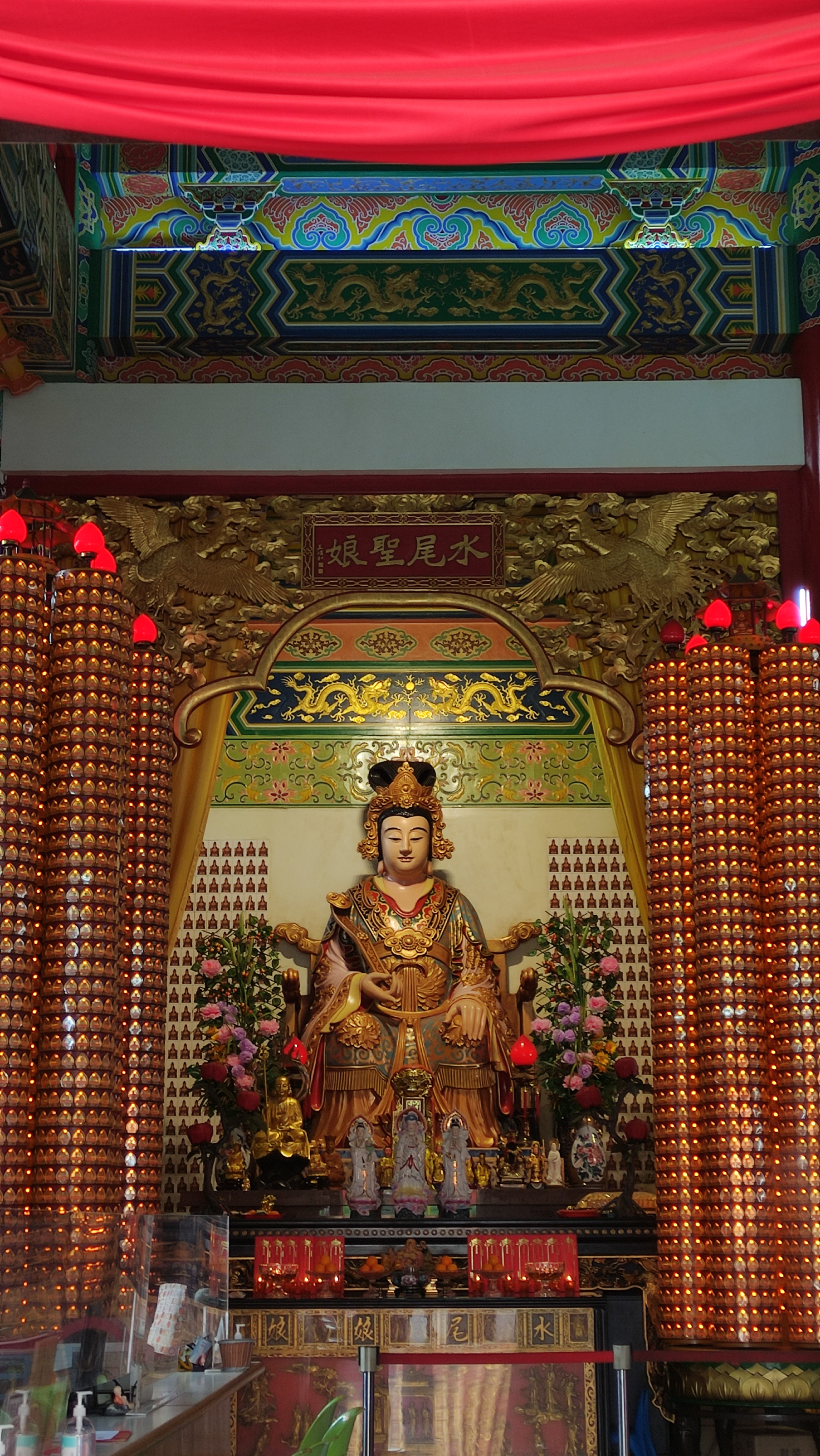
Une statue d'une déesse à l'intérieur du temple Thean Hou.
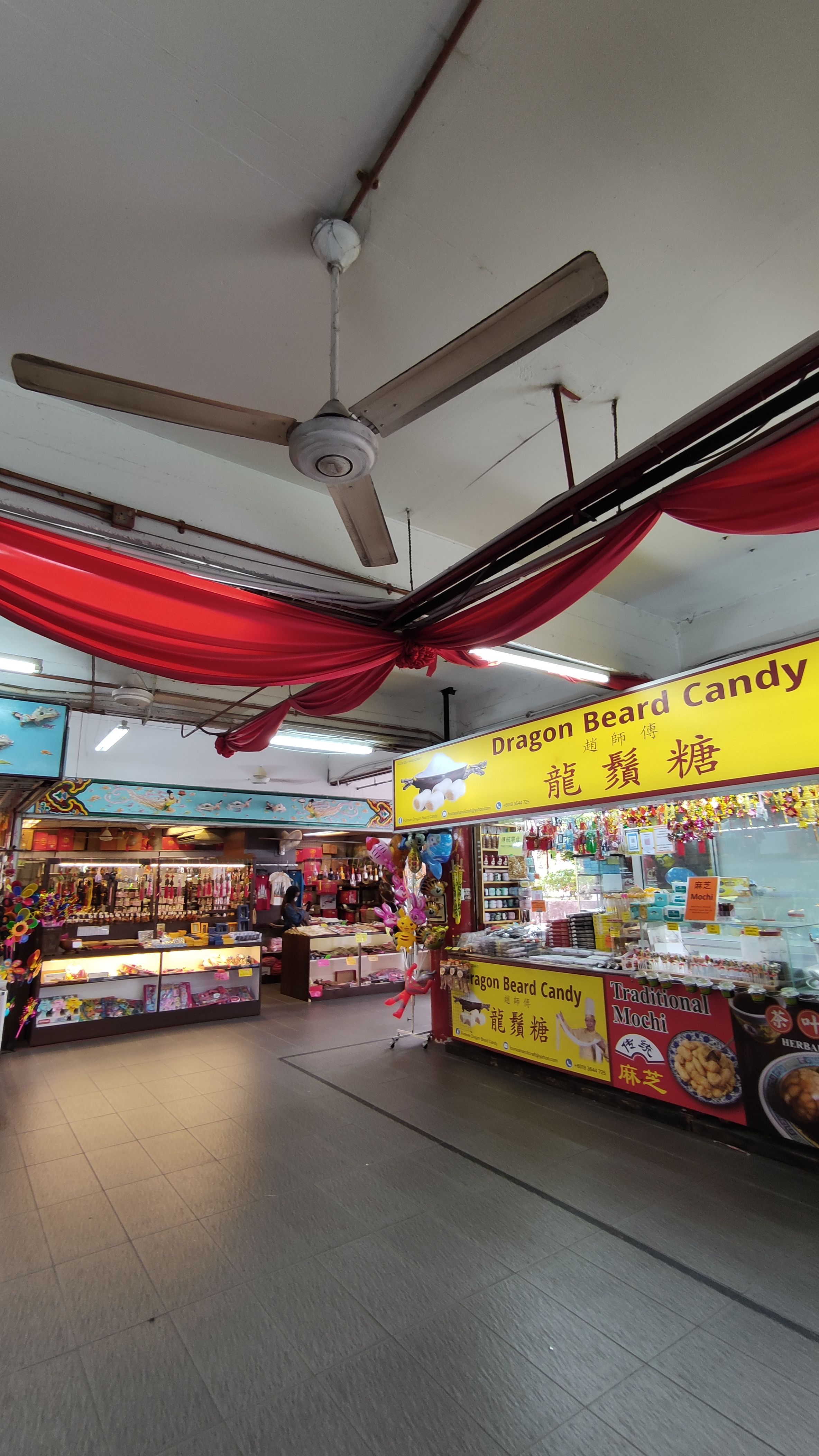
Zone de shopping de souvenirs au temple Thean Hou.